# Gediminas Vičius
Gediminas Vičius (* 5. Juli 1985 in Kaunas) ist ein litauischer Fußballspieler.

## Karriere
Gediminas Vičius begann seine Karriere beim litauischen Zweitligisten FK Šilutė, wo er bis 2008 spielte. 2009 lief der Mittelfeldspieler für den FBK Kaunas auf. 2010 wurde er von Schachtjor Qaraghandy aus Kasachstan unter Vertrag genommen.

## Erfolge
- Kasachischer Meister: 2011, 2012
- Kasachischer Pokalsieger: 2013